# Mohamed Ousserir
Mohamed Nassim Ousserir (Boufarik, 5 febbraio 1978) è un allenatore di calcio ed ex calciatore algerino, di ruolo portiere.